# Fugu

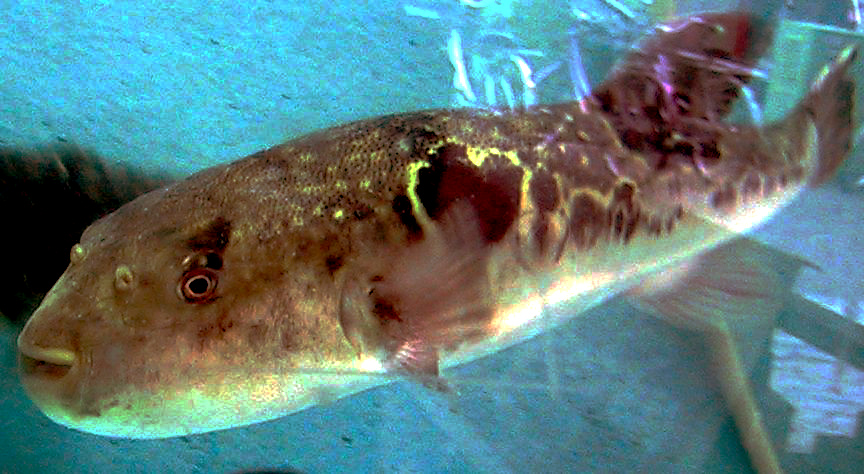
Một con cá nóc chuẩn bị được chế biến

Fugu (chữ Nhật: 河豚 hoặc 鰒; フグ?) là từ tiếng Nhật dùng để chỉ về cá nóc và các sản phẩm làm từ cá nóc, chúng được dùng làm nguyên liệu để chế biến những món ăn cao cấp. Chúng có mặt trong thực đơn của những bữa tiệc chiêu đãi, tiệc tối hoặc những sự kiện mang tính trang trọng nhưng đây là món ăn chứa đầy độc tố và nguy hiểm cao.

## Tổng quan
Có khoảng gần 40 loài cá nóc được sử dụng để chế biến món ăn ở Nhật Bản, thông thường là các loài cá nóc trong các chi Takifugu, Lagocephalus, Sphoeroides và Diodon và lượng cá tiêu thụ đến 10.000 tấn mỗi năm. Một số nơi của Nhật Bản, người ta nghiên cứu cách nuôi dưỡng và đã cho ra thị trường những con cá nóc an toàn, không hề chứa chất độc gây chết người và những bộ phận từng được cho là cực độc của cá nóc đã trở thành món ăn cao cấp.

## Các món
Có nhiều loại sashimi cá nóc sống nhưng nổi tiếng nhất là fugu-sashi, đầu bếp dùng dao chuyên dụng thái thịt cá thành những lát thật mỏng và bày trí chúng theo những đường tròn bên trong chiếc đĩa to có hoa văn đẹp mắt. Người Nhật thường thái cá thành những lát mỏng, xếp lên đĩa như cái hoa cúc, hoa biểu trưng cho sự trường thọ và cao quý.
Gia vị không thể thiếu trong món fugu-sashi là chén nước tương và súp dashi làm từ cá ngừ khô và rong biển, đôi khi có thêm một ít hành lá cọng nhỏ đặc trưng. Ngoài sashimi, nhiều món ăn cá nóc khác cũng được chế biến, nổi tiếng không kém fugu shasi là món lẩu và cháo được nấu từ thịt và xương cá nóc.

## Chế biến
Vì cá nóc có độc tố nguy hiểm, nên kỹ thuật chế biến cá rất quan trọng, nó quyết định tính an toàn của món ăn. Ở Nhật Bản, có những luật lệ khắt khe dành cho những người phụ trách chế biến cá nóc, những đầu bếp ở Nhật phải trải qua 2-3 năm đào tạo bài bản và phải có giấy phép mới được chế biến cá nóc cho thực khách.
Quy trình chế biến cá nóc chuẩn gồm 6 bước: 
- Loại bỏ da. Cắt xung quanh miệng và từ đó kéo da ra
- Rửa sạch chất nhớt bằng nước muối
- Loại bỏ mắt cá
- Dùng dao bén để cắt bỏ, không để ruột, buồng trứng, gan cá bị vỡ
- Cắt thịt sát xương (phi lê)
- Chẻ đầu thành hai hoặc ba miếng và đun sôi lấy nước cho một món hầm.